# Jurský park 3
Jurský park III (v anglickém originále Jurassic park III) je americký vědecko-fantasticky laděný film společnosti Universal, uvedený do kin v roce 2001. Je to druhé pokračování známého a úspěšného filmu Jurský park (USA, 1993) a Ztracený svět: Jurský park (USA, 1997).
Oproti předchozím filmům je „JP3“ podstatně kratší a více akční. To vyplývá také z faktu, že režisérem tohoto filmu již nebyl Steven Spielberg, ale autor spíše akčních snímků Joe Johnston. V poměru k délce filmu se zde také objeví více počítačových efektů než v předchozích dvou snímcích. Odborná kritika film nepřijala příliš příznivě, neboť z mnoha hledisek (děj, myšlenka, zápletka, originalita) nedosahuje úrovně obou předchozích dílů, především pak dílu prvního. Stojí tak spíše na počítačových efektech.

## Děj
Děj filmu se stejně jako v druhém dílu vrací k ostrovu Isla Sorna ("Site B"), kde byli dinosauři původně klonováni pro samotný Jurský park. Mladý chlapec Eric Kirby se po nehodě na vlečném člunu ztratí na ostrově a jeho zoufalí rodiče ho chtějí vypátrat. Najmou si proto paleontologa Alana Granta (známého již z prvního dílu) pod záminkou průvodcovství při prohlídkovém letu nad ostrovem. Věří, že s jeho pomocí mohou setkání s dinosaury přežít a syna zachránit. Grantovi namluví, že jsou bohatí a mohou jeho vykopávky financovat na mnoho dalších let, proto nakonec souhlasí. Přes Grantův nesouhlas a upřímné zděšení pak na ostrově přistanou a brzy už pouze bojují o holý život v prostředí plném nebezpečných dinosaurů (včetně nesmírně inteligentních velociraptorů a obřího superdravce spinosaura, ještě většího a nebezpečnějšího než je Tyrannosaurus)…

## Dinosauři ve filmu
Ve třetím díle se objeví tyto rody dinosaurů: Spinosaurus, Tyrannosaurus rex, Ceratosaurus, Ankylosaurus, Brachiosaurus, Velociraptor, Stegosaurus, Parasaurolophus, Corythosaurus, Triceratops a Procompsognathus. Dále se ve filmu objeví také velký ptakoještěr Pteranodon.